# متورفان
متورفان (انگلیسی: Methorphan) ترکیبی است که دارای دو فرم ایزومری است: دکسترومتورفان که به عنوان شربت سرفه استفاده میشود و لوومتورفان که نوعی مسکن اوپیوئیدی بوده, اما تا به حال وارد استفاده بالینی نشده است.
|  |  |  |  |